# Pseudohyriidae
Pseudohyriidae zijn een uitgestorven familie van tweekleppigen uit de orde Trigonioida.